# Institut de préparation à l'administration générale
 (avril 2022).
Pour les articles homonymes, voir IPAG.
Un Institut de préparation à l'administration générale (IPAG) est un centre de formation universitaire public pour la préparation des concours administratifs de la fonction publique française (principalement les IRA, l'INSP, l'INET, le concours de directeur d'hôpital ou encore le concours de l'École nationale supérieure de sécurité sociale). 
Les IPAG sont des composantes à part entière des universités prenant la forme d'un institut universitaire au sens de l'article 33 de la « loi Savary » du 26 janvier 1984. En cela, ils remplissent les mêmes rôles que les Centres de préparation à l'administration générale (CPAG) intégrés dans les Instituts d'études politiques (IEP).
Les IPAG proposent des préparations aux concours de catégorie A et peuvent délivrer des licences d'administration publique (LAP) et des masters d'administration publique (MAP).

## Liste des universités possédant un Institut de préparation à l'administration générale
- Université Picardie Jules-Verne (Amiens)
- Université de Franche Comté
- Université Paris-Panthéon-Assas
- Université Caen-Normandie
- Université de Bourgogne
- Université de Strasbourg
- Université de Montpellier
- Université de Rennes
- Université de Bretagne occidentale, à Brest
- Université de Lorraine
- Université de Rouen
- Université de Lille
- Université Clermont-Auvergne
- CY Cergy Paris Université
- Nantes Université
- Université Reims-Champagne Ardennes
- Université Polytechnique Hauts-de-France (Valenciennes)
- Université Paris Nanterre
- Université des Antilles (Campus Martinique)
- Université de Limoges
- Université Paris-Est-Créteil-Val-de-Marne
- Université de Poitiers

## Liste des institut d'études politiques  proposant un centre de préparation à l'administration générale
- Institut d'études politiques d'Aix-en-Provence
- Institut d'études politiques de Bordeaux
- Institut d'études politiques de Grenoble
- Institut d'études politiques de Lyon
- Institut d'études politiques de Toulouse